# Natashquan
Natashquan ist eine Stadt in der Provinz Québec in Kanada. Sie liegt am nordwestlichen Ufer des Sankt-Lorenz-Stroms, etwa 980 km von der Stadt Québec entfernt. Die Fährenüberfahrt über die Bay des Sankt-Lorenz-Stroms dauert etwa zwei Stunden. Der Ort liegt außerdem an der von der Fracht- und Passagierfähre Bella Desgagnés bedienten Fährverbindung zwischen Rimouski am Sankt-Lorenz-Strom und Blanc-Sablon im Osten der Provinz Québec.
Die Hauptstadt der Verwaltungsregion Côte-Nord hat 263 Einwohner (Stand: 2016) in zwei Ortsteilen.

## Geschichte
Die Gegend um Natashquan wurde Mitte des 16. Jahrhunderts vom französischen Seefahrer Jacques Cartier entdeckt. Die Stadt selbst wurde 1855 vom damaligen Besitzer der Magdalenen-Inseln gegründet.

## Bevölkerung
Die Bevölkerung der Stadt ist überwiegend französischsprachig.

## Söhne und Töchter der Stadt
- Gilles Vigneault (1928), kanadischer Autor, Komponist, Musiker und Schauspieler.